# Korporacja akademicka

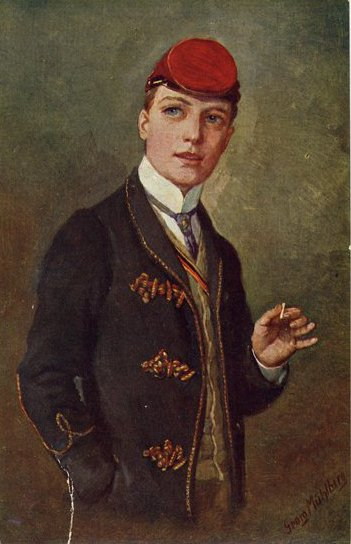
Im ersten Semester (niem. „pierwszy semestr”), obraz Georg Mühlberg (1900). Fuks w tradycyjnym stroju korporacji

Korporacja akademicka (korporacja studencka) – stowarzyszenie zrzeszające studentów i absolwentów uczelni, posiadających pewne cele, ideały i chęć samodoskonalenia. Zewnętrznymi oznakami przynależności są zazwyczaj czapka (tzw. dekiel), szarfa (tzw. banda) oraz monogram (tzw. cyrkiel). Dekle i bandy noszą zazwyczaj trzy barwy (niem. Couleur). Barwy, posiadające określoną symbolikę, identyfikują daną korporację.

## Historia korporacji
Korporacje pojawiły się w XII w. na uniwersytetach w Bolonii i Paryżu w postaci tzw. „nacji” (łac. nationes – ziomkostwa lub vicinia – związki sąsiedzkie). Nacje zrzeszały studentów pochodzących z jednego kraju lub prowincji. Wzorowały się na organizacjach mieszczańskich: gildiach kupieckich i korporacjach cechowych. Funkcjonujące początkowo jako luźne związki, od XIII w. nacje poczęły formalizować swoją działalność. Posiadały własne statuty, władze i skarb, a nawet medyków i notariuszy. W modelu bolońskim organizacji uniwersytetów, prokuratorzy (najwyżsi urzędnicy) poszczególnych nacji współrządzili uniwersytetem razem z rektorem. Nacja utrzymywała się z wpisowego i składek członków. Dużą część dochodów stanowiły datki absolwentów, którzy po ukończeniu studiów nie zapominali o swojej nacji, a także wpływy z drobnych grzywien nakładanych na członków nacji za różne wybryki. Ważną cechą nacji było własne, autonomiczne sądownictwo właściwe w sprawach członków nacji. Ostatnie nacje zlikwidowano w XIX wieku.
Istniejące współcześnie typy korporacji akademickich są wzorowane i powstały w wyniku przyjęcia, rozwinięcia lub przetworzenia elementów dziewiętnastowiecznych Corpsów. Corpsy powstały w wyniku przejęcia struktury starych Landsmannschaftów (ziomkostw) i ideowości, symboliki oraz rytów tzw. Ordens, czyli Zakonów Studenckich.

## Członkostwo w korporacjach
Do korporacji nie można się zapisać, ale można zostać zaproszonym. Wiele korporacji organizuje na kwaterze spotkania otwarte, podczas których można dowiedzieć się więcej o życiu korporacji, a także otrzymać oficjalne zaproszenie. Najczęściej członkostwo nie wygasa z ukończeniem studiów, ale jest dożywotnie (tzw. Lebensbundprinzip).
W części korporacji obowiązuje zasada, wedle której można należeć tylko do jednej korporacji. Jest to zasada tzw. Einbandprinzip oznaczająca, że student może nosić tylko jedną bandę z barwami korporacji. Znane są odmienne uregulowania oraz prawo członkostwa w więcej niż jednej korporacji.
Członkostwo w korporacji opiera się na hierarchii. Zazwyczaj istnieją dwa stopnie:
- kandydat na pełnego członka: fuks (niem. Fuchs – lis, kot, żółtodziób)
- członek pełnoprawny: noszący bandę lub kokardę (w wypadku gdy nie jest w stanie spełnić wszystkich wymagań, np. nie jest w stanie się pojedynkować) w barwach korporacji. Stąd pełnoprawni członkowie zwani są w polskiej terminologii barwiarzami (model ryski) lub komilitonami (model dorpacki)[3]. Członek pełnoprawny posiada pełne bierne i czynne prawo wyborcze do władz korporacji, prawo głosu podczas posiedzeń najwyższej władzy korporacji – zgromadzenia ogólnego zw. kołem lub konwentem.

W niektórych korporacjach (np. Konwent Polonia, Jagiellonia, Polesia, Magna Polonia Vratislaviensis) istnieje dodatkowy przejściowy stopień między fuksem a członkiem pełnoprawnym. Ma prawo do noszenia zewnętrznych oznak pełnoprawnego członka oraz uczestniczenia w konwentach (kołach), ale bez prawa głosu i bez praw wyborczych na wyższe urzędy w korporacji. Nazywany jest brandfuksem, branderem lub barwiarzem.
Absolwent studiów najczęściej posiada ograniczone prawa wyborcze i głos doradczy podczas posiedzeń kół/konwentów.
W polskiej terminologii korporant po okresie studiów nazywany jest filistrem. W Niemczech, absolwenci zwani są „Alte Herren” (Starsi Panowie) bez względu na wiek. Forma „Philister” jest w Niemczech również używana – zazwyczaj przy oficjalnych nazwach stanowisk, np. „Philistersenior” czy „Ehrenphilister”.

## Korporacje w Polsce

### Historia
Pierwsze polskie korporacje akademickie powstawały na niemieckojęzycznych uniwersytetach pruskich i bałtyckich w I poł. XIX w. Celem ich zakładania była integracja środowisk polskich i zapewnienie członkom reprezentacji w stosunku do władz uniwersytetów, na których w owym czasie konwent prezesów lub prezydiów lokalnych korporacji (Seniorenkonvent, Chargiertenkonvent) spełniał funkcje dzisiejszych samorządów i parlamentów studenckich. Na polskich uczelniach korporacje pojawiły się po I wojnie światowej.

### Charakterystyka
Polskie korporacje akademickie są organizacjami studentów i absolwentów szkół wyższych. Od innych organizacji akademickich odróżnia je kilka istotnych cech. Są to przede wszystkim:
- dożywotność członkostwa,
- określona doktryna ideowo-wychowawcza,
- hierarchiczna kategoryzacja członkostwa,
- charakterystyczne zwyczaje,
- wyróżniający ubiór,
- uznawanie tradycyjnych kodeksów honorowych.

Polskie korporacje akademickie hołdują różnym ideałom ideowo-wychowawczym. Większość z nich odwołuje się do takich wartości jak patriotyzm, honor, przyjaźń, etyka chrześcijańska. Niektóre polskie korporacje akademickie za fundament uznają postępowanie honorowe, które zostało przyjęte za wyróżnik korporacji od innych stowarzyszeń przez część korporacji na obu Kongresach Polskich Korporacji Akademickich w 2008 i 2009 roku.
W roku 2019 w Warszawie powstała korporacja akademicka Plateria Varsoviensis, która jest jedyną żeńską korporacją w Polsce.

### Zrzeszenia korporacyjne
Korporacje bądź korporanci podzielający podobny światopogląd mogą łączyć się w związki międzykorporacyjne. Mają charakter związków korporacji lub tzw. karteli, czyli sformalizowanych aktów przyjaźni między dwiema korporacjami. W Polsce istnieją obecnie następujące związki korporacji:
- powstały w 1921 r., a reaktywowany w 1999 r. Związek Polskich Korporacji Akademickich (ZPKA)
- powstałe w 1921 r., a reaktywowane w 2006 r. Poznańskie Koło Międzykorporacyjne (PKM).

Filistrzy tworzą zazwyczaj odrębne od korporacji organizacje filisterskie zrzeszające filistrów danej korporacji. Istnieją także organizacje filistrów o charakterze międzykorporacyjnym, jak:
- powstałe w 1983 r. Stowarzyszenie Filistrów Korporacji Akademickich w Poznaniu (SFKA), powstałe pierwotnie jako Stowarzyszenie Filistrów Poznańskich Korporacji Akademickich
- powstałe w 1993 r. Stowarzyszenie Filistrów Polskich Korporacji Akademickich w Warszawie (SFPKA).

### Wydawnictwa i publikacje korporacyjne
Od 1992 r. ukazują się „Komunikaty Sprawozdawcze SFKA”. W latach 1992–1999 SFPKA wydawało biuletyny „Polskie korporacje akademickie”. Od 1999 r. ZPKA wydaje „Biuletyn Korporacyjny”. Od roku akademickiego 2006/2007 ukazuje się także „Korporant Polski. Pismo polskich korporantów” wydawane przez Towarzystwo Tradycji Akademickiej z Warszawy. Kilka korporacji oraz organizacji filisterskich publikuje własne biuletyny informacyjne, m.in.: Konwent Polonia, Stowarzyszenie Filistrów Konwentu Polonia w Warszawie (od 2001 r.), Arkonia, Welecja, Koło Starych Strzech Polskiej Korporacji Akademickiej Jagiellonia (1967–2004, 85 numerów), Baltia.
W 2001 r. powstało w Poznaniu Archiwum Korporacyjne – Archiwum i Muzeum Polskich Korporacji Akademickich. W 2008 r. powołano do życia Fundację „Polskie Korporacje Akademickie” z siedzibą w Poznaniu.

## Korporacje w Europie
Korporacje istnieją także w krajach niemieckojęzycznych, we Włoszech, Hiszpanii, Portugalii, USA, krajach bałtyckich. W Niemczech najbardziej znane to korporacje typu Corps, Burschenschaft, Landsmanschaft, Turnerschaft i korporacje chrześcijańskie bądź katolickie, należące do związków: Cartellverband (CV), Kartellverband (KV), Unitas Verband (UV), Wingolf. Korporacje niezrzeszone w związku nazywane są korporacjami „dzikimi”.
Korporacje w krajach niemieckojęzycznych dzieli się na grupy ze względu na noszenie barw oraz stosunek do menzury:
- korporacje noszące barwy oraz uprawiające menzury (np.: Corpsy, Turnerschafty, Landsmannschafty i duży procent Burschenschaftów)
- korporacje nienoszące barw, ale uprawiające menzury
- korporacje noszące barwy, ale nieuprawiające menzury (np. korporacje ze związku „CV”)
- korporacje nienoszące barw, jak i nieuprawiające menzury (np. korporacje ze związków „KV”, „UV” i „VVDSt”, czyli Kyffhäuserverband).

Jest to naturalnie podział umowny, ponieważ istnieją korporacje, w których menzura jest dozwolona i uprawiana jedynie fakultatywnie oraz istnieją korporacje, w których barwy noszone są w ściśle określonych sytuacjach (np. spotkania wewnętrzne) oraz formach (np. w formie dewizek noszonych przy spodniach, niem. Zipfel).